# Микрооксидация
Микрооксидация — контролируемое насыщение красного вина малыми дозами кислорода в процессе производства. 
Технологически микрооксидация осуществляется путём нагнетания кислородной газовой смеси через пористый аэратор в резервуар с вином на разных стадиях процесса брожения:
- на первых стадиях ферментации контролируемый доступ кислорода позволяет избежать спонтанной остановки брожения;
- в процессе ферментации кислород также поддерживает жизнеспособность дрожжей;
- после окончания брожения микрооксидация имитирует традиционный процесс выдержки в дубовых кадках, даже если вино остаётся в стальных ферментационных резервуарах.

Положительное влияние микрооксидации на качество вина заключается в:
- фиксации цвета;
- предотвращении возникновения нежелательных посторонних запахов;
- смягчении танинов;
- общем улучшении органолептических качеств вина.

Положительный аспект микрооксидации заключается именно в контролируемом доступе кислорода в процессы брожения. Обычно кислород является нежелательным в производстве вина, так как способствует слишком быстрому старению напитка, а в больших количествах приводит к образованию в процессе ферментации уксуса вместо этанола.
Этот метод был впервые применён в 1990 году во французском аппеллясьоне Мадиран виноделом Патриком Дюкурно при производстве вин из танната, которому свойственно наличие очень жёстких фенольных растительных соединений, именуемых танинами. Предложенная для смягчения их влияния на вкус методика становится всё более востребованной в процессе создания вин из толстокожих сортов терпкого тёмного винограда (каберне-совиньон, сира, дюриф, темпранильо).